# Charlotte Eagles
Charlotte Eagles Soccer Club, mais conhecida como Charlotte Eagles, é um clube de futebol da cidade de Charlotte, Carolina do Norte 

## História
Fundado em 1991, o clube só disputou sua primeira competição em 1993, com a entrada na USISL. A equipe disputou ainda a A-League e a USL antes de se transferir para a PDL. Seus principais rivais foram Carolina RailHawks, Charleston Battery e Wilmington Hammerheads na USL e atualmente tem rivalidade com o Northern Virginia Royals
Em 2017 vence sua maior conquista até então. Após vencer o Thunder Bay Chill por 2x1, a equipe se tornou campeã da Premier Development League daquele ano.

## Títulos
Campeão Invicto
| NACIONAIS      | NACIONAIS                  | NACIONAIS | NACIONAIS  |
|                | Competição                 | Títulos   | Temporadas |
| -------------- | -------------------------- | --------- | ---------- |
| Estados Unidos | Premier Development League | 1         | 2017       |
| Estados Unidos | USL Second Division        | 2         | 2000, 2005 |

## Símbolos

### Escudo
| Evolução do Escudo do Charlotte Eagles | Evolução do Escudo do Charlotte Eagles | Evolução do Escudo do Charlotte Eagles | Evolução do Escudo do Charlotte Eagles | Evolução do Escudo do Charlotte Eagles | Evolução do Escudo do Charlotte Eagles | Evolução do Escudo do Charlotte Eagles | Evolução do Escudo do Charlotte Eagles | Evolução do Escudo do Charlotte Eagles |
| 1991 – 2018                            | 2018 – Atual                           |                                        |                                        |                                        |                                        |                                        |                                        |                                        |
| -------------------------------------- | -------------------------------------- | -------------------------------------- | -------------------------------------- | -------------------------------------- | -------------------------------------- | -------------------------------------- | -------------------------------------- | -------------------------------------- |